# Prisces
Prisces ist eine französische Gemeinde mit 94 Einwohnern (Stand 1. Januar 2022) im Département Aisne in der Region Hauts-de-France. Sie gehört zum Arrondissement Vervins, zum Kanton Vervins und zum Gemeindeverband Thiérache du Centre.

## Lage
Die Gemeinde Prisces liegt am Fluss Brune in der Landschaft Thiérache, sieben Kilometer südwestlich von Vervins. Nachbargemeinden von Prosces sind Gronard im Norden, Burelles im Osten, Bosmont-sur-Serre im Südosten, Cilly im Süden, Rogny im Westen sowie Houry im Nordwesten.

## Bevölkerungsentwicklung
| Jahr                       | 1962 | 1968 | 1975 | 1982 | 1990 | 1999 | 2006 | 2013 | 2022 |
| Einwohner                  | 181  | 163  | 138  | 149  | 140  | 105  | 113  | 110  | 94   |
| Quellen: Cassini und INSEE |      |      |      |      |      |      |      |      |      |

## Sehenswürdigkeiten
- Wehrkirche Saint-Médard, Monument historique seit 1994[1]
- Lavoir

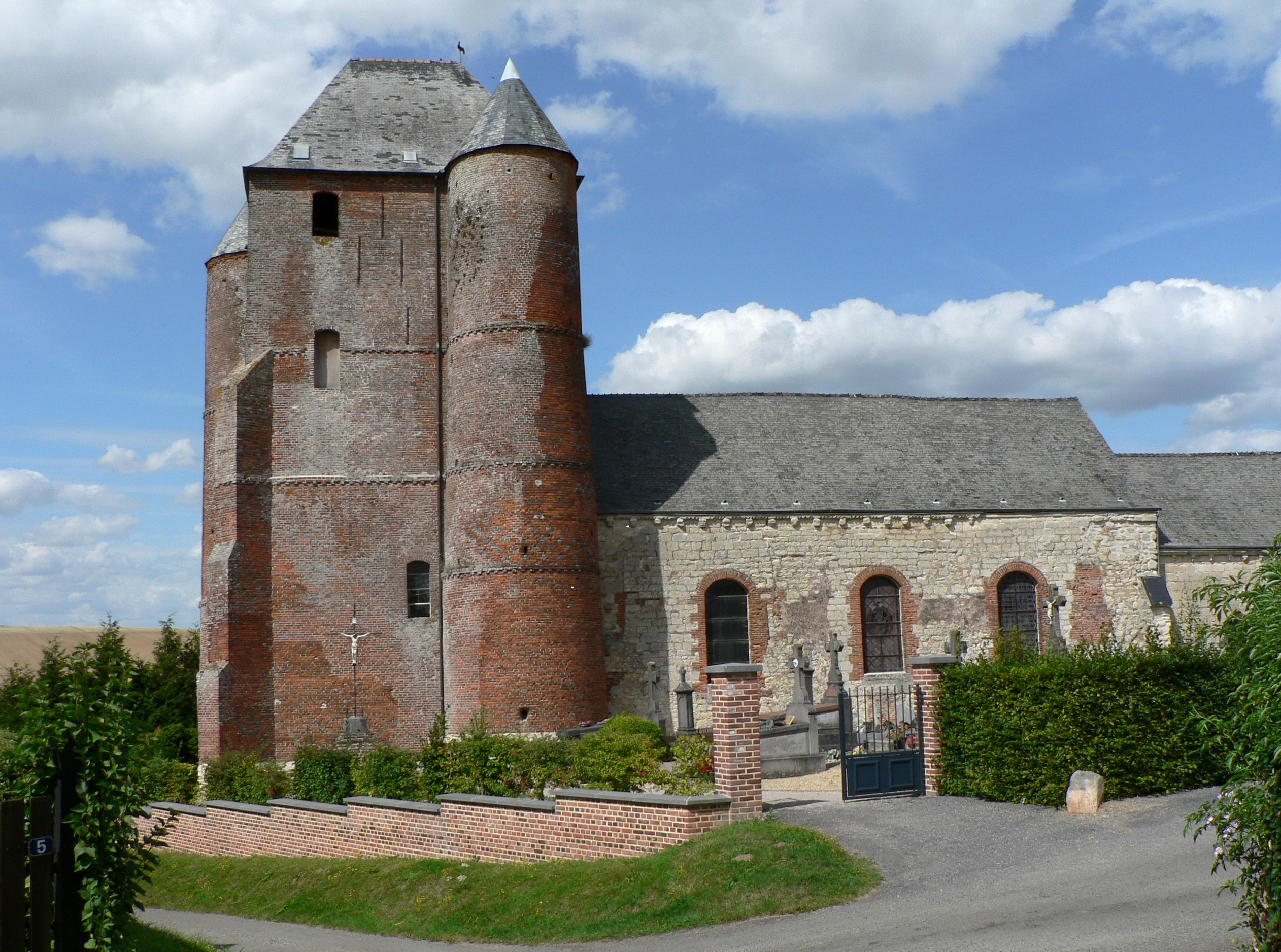
Kirche Saint-Médard
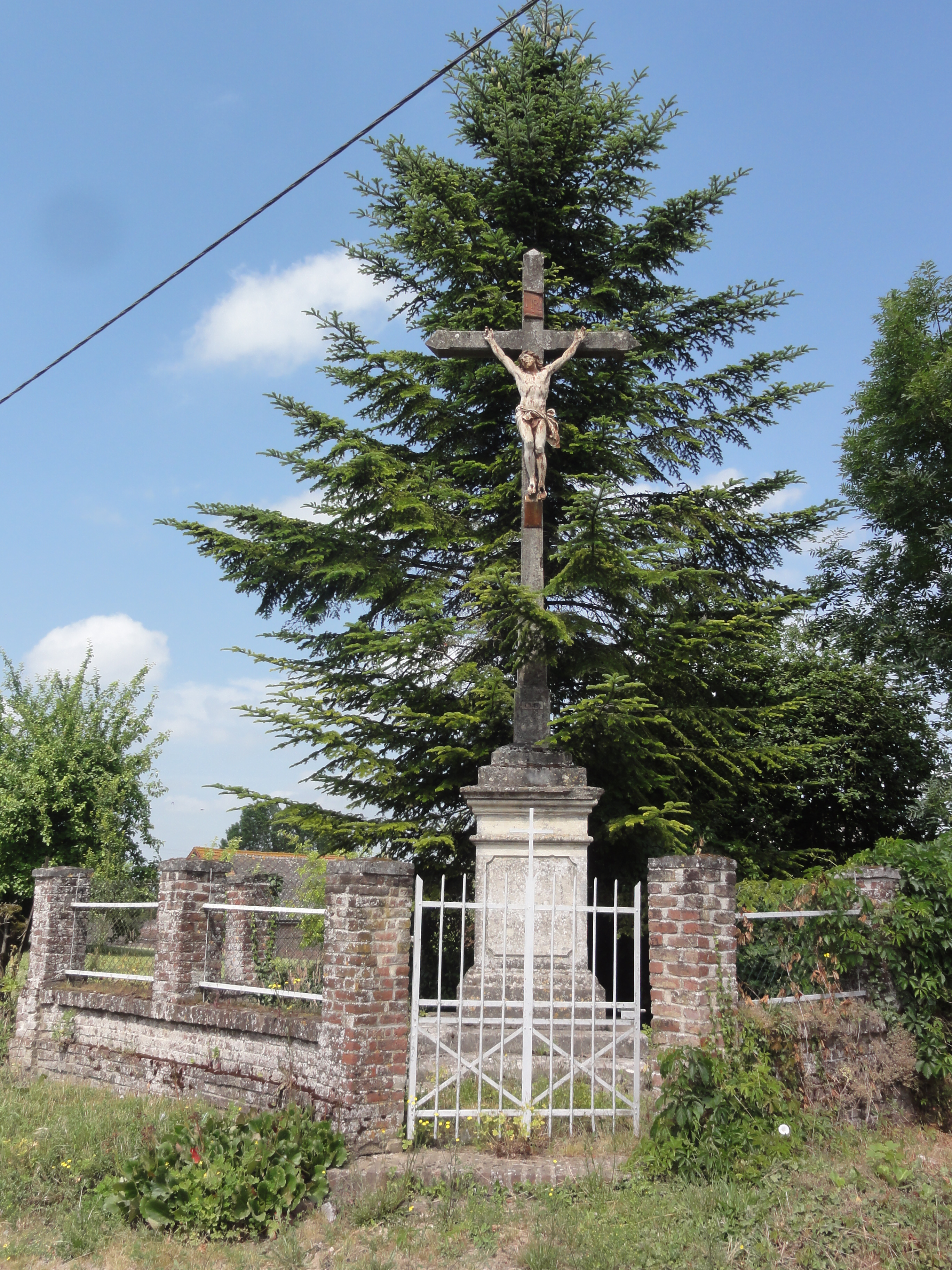
Wegkreuz